# Kenneth Bäcklund
Kenneth Bäcklund, né le 7 janvier 1963, est un pilote de rallyes suédois.

## Biographie
Il commence la compétition automobile internationale en 1988, lors de son rallye national sur Mazda 323 4WD. De 1991 à 2004 il évolue sur Mitsubishi Galant VR-4 puis Lancer Evo, du Groupe N.
Il prend le départ de 18 épreuves en compétitions mondiales jusqu'en 2003, dont 13 rallyes de Suède. Son meilleur résultat est une 5e place en 1994 (2L. WR). Son copilote est Tord Andersson de 1988 à 2001.
Il participe fréquemment à des courses du championnat allemand entre 1988 et 1991.
En 2004 pour son ultime saison il remporte encore le Snow Rally en championnat national, comptabilisé en ERC (et coupe FIA de zone nord).

## Palmarès

### Titres en rallye
- Triple Champion de Suède des rallyes du Groupe N, en 1997, 2000 et 2001 (Mitsubishi Lancer Evo III à VI);
  - 2e de la coupe FIA de zone nord, en 2004;
  - 4e du championnat mondial P-WRC, en 1996;

### 4 victoires en P-WRC
- Rallye de Suède: 1993 1995, 1996 et 1997 (2e en 1998).